# GNU Multiple Precision Arithmetic Library
Die GNU Multiple Precision Arithmetic Library (GMP) ist eine Programmierbibliothek, die arithmetische Funktionen für beliebig genaue/große Zahlen implementiert. Die erste Version von GMP erschien 1991. Seitdem wird die Bibliothek ständig erweitert und verbessert und in einem jährlichen Release herausgegeben. GMP ist offizieller Teil des GNU-Projekts, steht unter der LGPL und ist somit freie Software. Computeralgebrasysteme, die GMP verwenden, sind beispielsweise Maple und Mathematica.

## Beschränkungen
Die Möglichkeiten von GMP in Bezug auf die Größe der Zahlen sind einzig und allein durch den im Computer verfügbaren Arbeitsspeicher bzw. virtuellen Speicher begrenzt. Trotz der Emulation der Hardwareberechnungen in Form von Softwarealgorithmen bleibt GMP verhältnismäßig schnell, da an vielen Stellen mit Hilfe von Assembleranweisungen optimiert wurde.

## Funktionsumfang
Der Funktionsumfang von GMP ist in sieben Kategorien unterteilt.
- Arithmetische und logische Funktionen für vorzeichenbehaftete Integer (ca. 140 Funktionen)
- Arithmetische Funktionen für rationale Zahlen (ca. 35 Funktionen)
- Arithmetische Funktionen für Gleitkommazahlen (ca. 65 Funktionen)
- C++ Wrapper-Klassen für obige Funktionen
- Arithmetische Funktionen für vorzeichenlose Integer, für die der Benutzer die Speicherverwaltung selbst implementieren muss
- Funktionen zur Rundung von Gleitkommazahlen
- Funktionen für die Kompatibilität zum Berkeley MP Projekt

## Beispiel zur Verwendung
Die GMP besitzt drei Hauptdatentypen: mpz_t für beliebig große Integer, mpf_t für beliebig große Gleitkommazahlen mit änderbarer, auch extrem großer Präzision und mpq_t für die Darstellung von Zahlen als Bruch. Den GMP-Variablen können nicht einfach Werte zugewiesen werden wie bei normalen Datentypen, sondern es müssen spezielle Funktionen aufgerufen werden (siehe Listing). Der folgende Quelltext veranschaulicht den grundlegenden Gebrauch der GMP:
```
#include
 
<gmp.h>

int
 
main
(
void
)

{

    
mpz_t
 
a
;
 
// Deklariere GMP-Ganzzahlvariable

    
mpf_t
 
b
;
 
// Deklariere GMP-Fließkommavariable

    
mpq_t
 
c
;
 
// Deklariere GMP-Bruchvariable

    
mpz_init
(
a
);
 
// Initialisiere GMP-Ganzzahlvariable

    
mpf_init
(
b
);
 
// Initialisiere GMP-Fließkommavariable

    
mpq_init
(
c
);
 
// Initialisiere GMP-Bruchvariable

    
mpz_set_ui
(
a
,
1337
);
             
// Setze GMP-Ganzzahlvariable auf einen unsigned-integer-Wert

    
mpz_set_str
(
a
,
"4242424242"
,
10
);
 
// Andere Möglichkeit, eine MPZ-Variable zu setzen, z. B.

                                    
// falls der Wertebereich von unsigned int zu klein ist. 10 ist die Basis

    
mpf_set_d
(
b
,
3.14159265358
);
     
// GMP-Fließkommavariable auf einen double-Wert setzen

    
mpf_set_str
(
b
,
"3.141592653589793238462643383279502"
,
10
);
 
// Wie mpz_set_str();

    
mpq_set_ui
(
c
,
23423
,
11123
);
      
// Setze c auf den Wert des Bruchs (23423/11123)

    
mpq_canonicalize
(
c
);
            
// Muss durchgeführt werden, um gemeinsame Teiler zu entfernen

                                    
// und die Vorzeichen zu berichtigen

    
return
 
0
;

}

```

Wichtige Funktionen der GMP sind unter anderem:
```
#include
 
<gmp.h>

int
 
main
(
void
)

{

    
// Die vorher deklarierten Variablen seien geltend

    
// Weitestgehend identische Funktionen sind auch für mpf und mpq verfügbar (einfach Präfix austauschen)

    
mpz_t
 
d
,
e
;

    
mpz_init_set_str
(
d
,
"133742"
,
10
);
 
// Kombinierte Initialisierungs- und Zuweisungsfunktion

    
mpz_init
(
e
);

    
mpz_add
(
e
,
a
,
d
);
                  
// a und d addieren und das Ergebnis der Variable e zuweisen

    
gmp_printf
(
"%Zd
\n
"
,
e
);
           
// gmp_printf() ist äquivalent zu printf(), gibt nur eben GMP-Variablen aus

    
mpz_mul
(
a
,
e
,
d
);
                  
// e und d multiplizieren und a zuweisen

    
mpz_add_ui
(
d
,
a
,
421337
);
          
// a und den unsigned-long-int-Wert 421337 addieren und d zuweisen

    
return
 
0
;

}

```